# Толстой, Пётр Петрович
О нежинском полковнике см. Толстой, Пётр Петрович (полковник)
Граф Пётр Петрович Толстой (1870—1918) — русский политический деятель, член I Государственной думы от Уфимской губернии. Младший брат А. П. Толстого.

## Биография
Родился 26 августа (7 сентября) 1870 года. Его отец — штабс-ротмистр граф Пётр Николаевич Толстой; мать — Екатерина Александровна, урожденная Языкова. Старший брат А. П. Толстой — депутат Государственной Думы III созыва. Братья Александр и Пётр Толстые — внучатые племянники поэта Н. М. Языкова.
Учился в Симбирской гимназии. Во время обучения в ней со своими товарищами, — Ульяновым (он учился классом старше П. П. Толстого, но с его братом, В. П. Толстым — в одном классе), Коринфским, Лавровым и Ушаковым, участвовал в издании рукописного журнала — по примеру лицейского журнала, издававшегося Пушкиным и его товарищами. Окончил физико-математический факультет Московского университета. Потом, в нём же, прослушал курс юридических наук, а позднее окончил ещё и Лейпцигскую академию.
После университета П. П. Толстой некоторое время жил селе Языково Уфимской губернии, в родовом имении матери, урождённой Языковой. Благодаря Толстому в Языкове местным земством был построен Народный дом, проведён телефон от Языкова до Уфы и других пунктов уезда.
Впоследствии переехал из деревни в Уфу, где владел типографией. Был членом конституционно-демократической партии.
На два трёхлетия избирался гласным Тетюшского уездного земства Казанской губернии; с 1903 года состоял гласным Уфимского уездного и губернского земства, был членом губернской земской управы, почётным мировым судьей Уфимского уезда.
В 1906 году был избран депутатом I Государственной Думы от Уфимской губернии. Подписал Выборгское воззвание 10 июля 1906 года в Выборге и был осужден к трехмесячному заключению по ст. 129, ч. 1, п.п. 51 и 3 Уголовного Уложения. В 1907 году, лишённый права избираться на общественные должности, стал основателем и негласным редактором газеты «Вестник Уфы».
Вместе с владельцем женской гимназии А. Ф. Ницей, членом Собора Русской Православной церкви, издавал газету «Уфимская жизнь» (1915 — апрель 1918).
В 1917 году выдвигался в качестве кандидата на выборах в Учредительное собрание, избран не был.
В 1917 году был председателем Уфимского губернского комитета кадетской партии; обвинил большевиков в узурпации власти, в результате, 1 ноября 1917 года губернский Ревком ввел предварительную цензуру на все выходящие в Уфе издания, а затем газеты «Уфимская жизнь» и «Уфимский вестник» были объявлены «рупорами контрреволюции». 17 июня 1918 года П. П. Толстой был арестован в качестве заложника в числе нескольких десятков выдающихся граждан города (Всего было арестовано 98 заложников, среди них А. Ф. Ница, лидер уфимского отделения Союза русского народа Г. А. Бусов, владелец первой электростанции Н. В. Коншин, член Учредительного собрания Ш. А. Манатов, московский журналист Макс Редер) и увезён из Уфы. В конце июля 1918 года увезенные из Уфы заложники были зверским образом убиты и брошены в воду. Известно, что вместе с П. П. Толстым были убиты члены партии кадетов адвокат Анатолий Никанорович Полидоров и редактор газеты «Уфимская жизнь» Александр Фёдорович Ница.

## Семья
Жена —  Екатерина Александровна (урожденная Надеждина; 1882—1968) — выпускница уфимской Мариинской гимназии, окончила Московскую консерваторию, как пианистка, а потом — Парижский университет. У них было два сына, Пётр и Александр.